# Bad Wilsnack
Bad Wilsnack (före 1929 endast Wilsnack) är en småstad och kurort i Tyskland, belägen i Landkreis Prignitz i nordvästra delen av förbundslandet Brandenburg, 15 km öster om Wittenberge. Staden huvudort för kommunalförbundet Amt Bad Wilsnack/Weisen, där utöver staden även fyra grannkommuner ingår. Historiskt är staden känd som vallfartsort och blev kurort omkring sekelskiftet 1900.

## Geografi
Bad Wilsnack ligger strax nordost om floden Elbe, vid bifloden Karthane ungefär halvvägs mellan Berlin och Hamburg. Staden ligger i den sydvästra utkanten av det historiska landskapet Prignitz.

## Kultur och sevärdheter
- Wunderblutkirche Sankt Nikolai, under medeltiden en av norra Europas viktigaste vallfartskyrkor. Sedan reformationen utgör den stadens lutherska stadskyrka.
- Bad Wilsnack är slutpunkt för den historiska pilgrimsleden från Berlin över Wusterhausen/Dosse. Denna har i modern tid återinrättats som vandringsled.